# Saison 1984-1985 de la LHJMQ
Saison précédente Saison suivante
La saison 1984-1985 est la seizième saison de hockey sur glace de la Ligue de hockey junior majeur du Québec. Les Canadiens junior de Verdun remportent la Coupe du président en battant en finale les Saguenéens de Chicoutimi.

## Contexte
La ligue expérimente pour cette saison l'attribution d'un point pour une défaite en prolongation. Les Pioneers de Plattsburgh sont admis et deviennent la première franchise de la LHJMQ basée aux États-Unis. Ajoutés à la division Lebel, ils sont composés uniquement de joueurs américains. L'équipe est dissoute après avoir perdu ses 17 premiers matchs : les points gagnés contre les Pioneers ne sont pas comptés dans le classement final. Les Bisons de Granby changent de division et rejoignent la division  Dilio, les juniors de Verdun sont renommés et deviennent les Canadiens junior de Verdun

## Saison régulière

### Classement
| Clt | Équipe                      | Division | PJ | V  | D  | N | DP | BP  | BC  | Pts |
| --- | --------------------------- | -------- | -- | -- | -- | - | -- | --- | --- | --- |
| 1   | Cataractes de Shawinigan    | Dilio    | 68 | 48 | 18 | 1 | 1  | 384 | 255 | 98  |
| 2   | Saguenéens de Chicoutimi    | Dilio    | 68 | 41 | 20 | 4 | 3  | 334 | 288 | 89  |
| 3   | Voltigeurs de Drummondville | Dilio    | 68 | 41 | 23 | 4 | 0  | 379 | 312 | 86  |
| 4   | Canadiens junior de Verdun  | Lebel    | 68 | 36 | 27 | 2 | 3  | 366 | 319 | 77  |
| 5   | Olympiques de Hull          | Lebel    | 68 | 33 | 30 | 1 | 4  | 347 | 352 | 71  |
| 6   | Draveurs de Trois-Rivières  | Dilio    | 68 | 32 | 30 | 1 | 5  | 317 | 325 | 70  |
| 7   | Castors de Saint-Jean       | Lebel    | 68 | 31 | 31 | 1 | 5  | 347 | 348 | 68  |
| 8   | Remparts de Québec          | Dilio    | 68 | 30 | 32 | 3 | 3  | 304 | 368 | 66  |
| 9   | Voisins de Laval            | Lebel    | 68 | 28 | 35 | 1 | 4  | 314 | 358 | 61  |
| 10  | Chevaliers de Longueuil     | Lebel    | 68 | 21 | 37 | 2 | 2  | 294 | 361 | 52  |
| 11  | Bisons de Granby            | Dilio    | 68 | 22 | 43 | 2 | 1  | 328 | 428 | 47  |
| 12  | Pioneers de Plattsburgh     | Lebel    | 0  | 0  | 0  | 0 | 0  | 0   | 0   | 0   |

- En gras : champion de la saison régulière
- En italique : qualifié pour les séries

### Meilleurs pointeurs
| Joueur          | Équipe         | PJ | B  | A  | Pts | Pun |
| --------------- | -------------- | -- | -- | -- | --- | --- |
| Guy Rouleau     | Longueuil      | 60 | 76 | 87 | 163 | 68  |
| Marc Damphousse | Shawinigan     | 68 | 65 | 95 | 160 | 78  |
| Luc Robitaille  | Hull           | 64 | 55 | 93 | 148 | 115 |
| Sergio Momesso  | Shawinigan     | 64 | 56 | 90 | 146 | 216 |
| Michel Mongeau  | Laval          | 67 | 60 | 84 | 144 | 56  |
| Patrick Emond   | Chicoutimi     | 68 | 57 | 82 | 139 | 24  |
| Guy Benoit      | Drummondville  | 64 | 59 | 79 | 135 | 53  |
| Martin Bouliane | Granby         | 67 | 52 | 82 | 134 | 11  |
| Joe Foglietta   | Hull           | 66 | 49 | 80 | 129 | 53  |
| Claude Gagnon   | Trois-Rivières | 68 | 48 | 78 | 126 | 14  |

## Séries éliminatoires
Les huit meilleures équipes de la saison régulière jouent les séries éliminatoires à l'issue desquelles la vainqueur remporte la Coupe du président.
|  | Quarts de finale        | Quarts de finale            | Quarts de finale        | Quarts de finale            |   |                            | Demi-finales     | Demi-finales     | Demi-finales     | Demi-finales     |  |  | Finale                 | Finale                 | Finale                 | Finale                 |
|  |                         |                             |                         |                             |   |                            |                  |                  |                  |                  |  |  |                        |                        |                        |                        |
|  | Du 24 mars au 1er avril | Du 24 mars au 1er avril     | Du 24 mars au 1er avril | Du 24 mars au 1er avril     |   |                            | Du 9 au 19 avril | Du 9 au 19 avril | Du 9 au 19 avril | Du 9 au 19 avril |  |  | Du 24 avril au 1er mai | Du 24 avril au 1er mai | Du 24 avril au 1er mai | Du 24 avril au 1er mai |
|  | Du 24 mars au 1er avril | Du 24 mars au 1er avril     | Du 24 mars au 1er avril | Du 24 mars au 1er avril     |   |                            | Du 9 au 19 avril | Du 9 au 19 avril | Du 9 au 19 avril | Du 9 au 19 avril |  |  | Du 24 avril au 1er mai | Du 24 avril au 1er mai | Du 24 avril au 1er mai | Du 24 avril au 1er mai |
|  | 1                       | Cataractes de Shawinigan    | 4                       | 4                           |   |                            | Du 9 au 19 avril | Du 9 au 19 avril | Du 9 au 19 avril | Du 9 au 19 avril |  |  | Du 24 avril au 1er mai | Du 24 avril au 1er mai | Du 24 avril au 1er mai | Du 24 avril au 1er mai |
|  | 1                       | Cataractes de Shawinigan    | 4                       | 4                           |   |                            | Du 9 au 19 avril | Du 9 au 19 avril | Du 9 au 19 avril | Du 9 au 19 avril |  |  | Du 24 avril au 1er mai | Du 24 avril au 1er mai | Du 24 avril au 1er mai | Du 24 avril au 1er mai |
|  | 8                       | Remparts de Québec          | 0                       | 0                           |   |                            | Du 9 au 19 avril | Du 9 au 19 avril | Du 9 au 19 avril | Du 9 au 19 avril |  |  | Du 24 avril au 1er mai | Du 24 avril au 1er mai | Du 24 avril au 1er mai | Du 24 avril au 1er mai |
|  | 8                       | Remparts de Québec          | 0                       | 0                           | 1 | Cataractes de Shawinigan   | 1                | 1                |                  |                  |  |  | Du 24 avril au 1er mai | Du 24 avril au 1er mai | Du 24 avril au 1er mai | Du 24 avril au 1er mai |
|  | Du 25 mars au 5 avril   |                             |                         |                             | 1 | Cataractes de Shawinigan   | 1                | 1                |                  |                  |  |  | Du 24 avril au 1er mai | Du 24 avril au 1er mai | Du 24 avril au 1er mai | Du 24 avril au 1er mai |
|  |                         |                             | 4                       | Canadiens junior de Verdun  | 4 | 4                          |                  |                  |                  |                  |  |  | Du 24 avril au 1er mai | Du 24 avril au 1er mai | Du 24 avril au 1er mai | Du 24 avril au 1er mai |
|  | 2                       | Saguenéens de Chicoutimi    | 4                       | Canadiens junior de Verdun  | 4 | 4                          | 4                | 4                |                  |                  |  |  | Du 24 avril au 1er mai | Du 24 avril au 1er mai | Du 24 avril au 1er mai | Du 24 avril au 1er mai |
|  | 2                       | Saguenéens de Chicoutimi    | Du 9 au 19 avril        |                             |   |                            | 4                | 4                |                  |                  |  |  | Du 24 avril au 1er mai | Du 24 avril au 1er mai | Du 24 avril au 1er mai | Du 24 avril au 1er mai |
|  | 7                       | Castors de Saint-Jean       | 1                       | 1                           |   |                            |                  |                  |                  |                  |  |  | Du 24 avril au 1er mai | Du 24 avril au 1er mai | Du 24 avril au 1er mai | Du 24 avril au 1er mai |
|  | 7                       | Castors de Saint-Jean       | 1                       | 1                           | 4 | Canadiens junior de Verdun | 4                | 4                |                  |                  |  |  |                        |                        |                        |                        |
|  | Du 24 mars au 7 avril   |                             |                         |                             | 4 | Canadiens junior de Verdun | 4                | 4                |                  |                  |  |  |                        |                        |                        |                        |
|  |                         |                             | 2                       | Saguenéens de Chicoutimi    | 0 | 0                          |                  |                  |                  |                  |  |  |                        |                        |                        |                        |
|  | 3                       | Voltigeurs de Drummondville | 2                       | Saguenéens de Chicoutimi    | 0 | 0                          | 4                | 4                |                  |                  |  |  |                        |                        |                        |                        |
|  | 3                       | Voltigeurs de Drummondville |                         |                             |   |                            |                  |                  |                  |                  |  |  |                        |                        |                        |                        |
|  | 6                       | Draveurs de Trois-Rivières  | 3                       | 3                           |   |                            |                  |                  |                  |                  |  |  |                        |                        |                        |                        |
|  | 6                       | Draveurs de Trois-Rivières  | 3                       | 3                           | 2 | Saguenéens de Chicoutimi   | 4                | 4                |                  |                  |  |  |                        |                        |                        |                        |
|  | Du 24 mars au 1er avril |                             |                         |                             | 2 | Saguenéens de Chicoutimi   | 4                | 4                |                  |                  |  |  |                        |                        |                        |                        |
|  |                         |                             | 3                       | Voltigeurs de Drummondville | 1 | 1                          |                  |                  |                  |                  |  |  |                        |                        |                        |                        |
|  | 4                       | Canadiens junior de Verdun  | 3                       | Voltigeurs de Drummondville | 1 | 1                          | 4                | 4                |                  |                  |  |  |                        |                        |                        |                        |
|  | 4                       | Canadiens junior de Verdun  |                         |                             |   |                            |                  | 4                |                  |                  |  |  |                        |                        |                        |                        |
|  | 5                       | Olympiques de Hull          | 1                       | 1                           |   |                            |                  |                  |                  |                  |  |  |                        |                        |                        |                        |
|  | 5                       | Olympiques de Hull          | 1                       | 1                           |   |                            |                  |                  |                  |                  |  |  |                        |                        |                        |                        |
|  |                         |                             |                         |                             |   |                            |                  |                  |                  |                  |  |  |                        |                        |                        |                        |

## Équipes d'étoiles
La ligue sélectionne trois équipes d'étoiles.

### Première équipe
- Gardien de but : Daniel Berthiaume, Saguenéens de Chicoutimi
- Défenseur gauche : Steve Duchesne, Voltigeurs de Drummondville
- Défenseur droit : Yves Beaudoin, Cataractes de Shawinigan
- Ailier gauche : Sergio Momesso, Cataractes de Shawinigan
- Centre : Guy Rouleau, Chevaliers de Longueuil
- Ailier droit : Claude Lemieux, Canadiens junior de Verdun
- Entraîneur : Ron Lapointe, Cataractes de Shawinigan

### Deuxième équipe
- Gardien de but : Alain Raymond, Draveurs de Trois-Rivières
- Défenseur gauche : Steven Finn, Voisins de Laval
- Défenseur droit : James Gasseau, Voltigeurs de Drummondville
- Ailier gauche : Luc Robitaille, Olympiques de Hull
- Centre : Stéphane Richer, Saguenéens de Chicoutimi
- Ailier droit : Marc Damphousse, Cataractes de Shawinigan
- Entraîneur : Mario Bazinet, Saguenéens de Chicoutimi

### Troisième équipe
- Gardien de but : Robert Desjardins, Cataractes de Shawinigan
- Défenseur gauche : Ralph DiFiore, Cataractes de Shawinigan et Jean-Marc Richard, Saguenéens de Chicoutimi
- Défenseur droit : Stéphane Richer, Olympiques de Hull
- Ailier gauche : Patrick Émond, Saguenéens de Chicoutimi
- Centre : Michel Mongeau, Voisins de Laval
- Ailier droit : Marc Bureau, Bisons de Granby
- Entraîneur : Patrick Burns, Olympiques de Hull

## Trophées
Trois récompenses collectives et dix individuelles sont décernées.

### Récompenses collectives
- Coupe du président (champions des séries éliminatoires) : Canadiens junior de Verdun
- Trophée Jean-Rougeau (champions de la saison régulière) : Cataractes de Shawinigan
- Trophée Robert-Lebel (meilleure moyenne de buts encaissés) : Cataractes de Shawinigan

### Récompenses individuelles
- Trophée Jean-Béliveau (meilleur pointeur) : Guy Rouleau, Chevaliers de Longueuil
- Trophée Jacques-Plante (meilleure moyenne de buts encaissés) : Daniel Berthiaume, Saguenéens de Chicoutimi
- Trophée Michel-Bergeron (meilleur recrue offensive) : Jimmy Carson, Canadiens junior de Verdun
- Trophée Frank-J.-Selke (joueur le plus gentilhomme) : Patrick Émond, Saguenéens de Chicoutimi
- Trophée Michel-Brière (meilleur joueur) : Daniel Berthiaume, Saguenéens de Chicoutimi
- Trophée Émile-Bouchard (meilleur défenseur) : Yves Beaudoin, Cataractes de Shawinigan
- Trophée Guy-Lafleur (meilleur joueur des séries éliminatoires) : Claude Lemieux, Canadiens junior de Verdun
- Trophée Michael-Bossy (meilleur espoir) : José Charbonneau, Voltigeurs de Drummondville
- Trophée Raymond-Lagacé (meilleur recrue défensive) : Robert Desjardins, Cataractes de Shawinigan